# 劉飛亮
劉飛亮（1985年3月27日—）是中國田徑運動員，祖籍中华人民共和国山东省青岛，2004年進入國家隊。他曾奪得2003年第5届城运会男子撑竿跳冠军、2005年第十屆全運會男子撑竿跳冠军、2007年第二届亚洲室内运动会室内田径比赛男子撑竿跳冠军、2008中国田径公开赛男子撑杆跳冠军、2009年第十屆全運會男子撑竿跳冠军。

## 外部連結
- 劉飛亮在的頁面